# Nick Crandle
Nick Crandle är en tidigare basist i metalcorebandet Bullet for My Valentine. Han lämnade bandet 2003. Sedan började han spela med bandet Nuke som nu kallas As Silence Falls, men efter några veckor slutade han i bandet och det sägs att han begick självmord. Det finns dock teorier om att han fortfarande lever. Bullet for My Valentine har skrivit flera låtar om hans död.